# Альдеуела-де-Херте
Альдеуела-де-Херте (ісп. Aldehuela de Jerte) — муніципалітет в Іспанії, у складі автономної спільноти Естремадура, у провінції Касерес. Населення — 382 особи (2010).
Муніципалітет розташований на відстані близько 220 км на захід від Мадрида, 60 км на північ від Касереса.

## Демографія
Динаміка населення (INE ):

## Галерея зображень

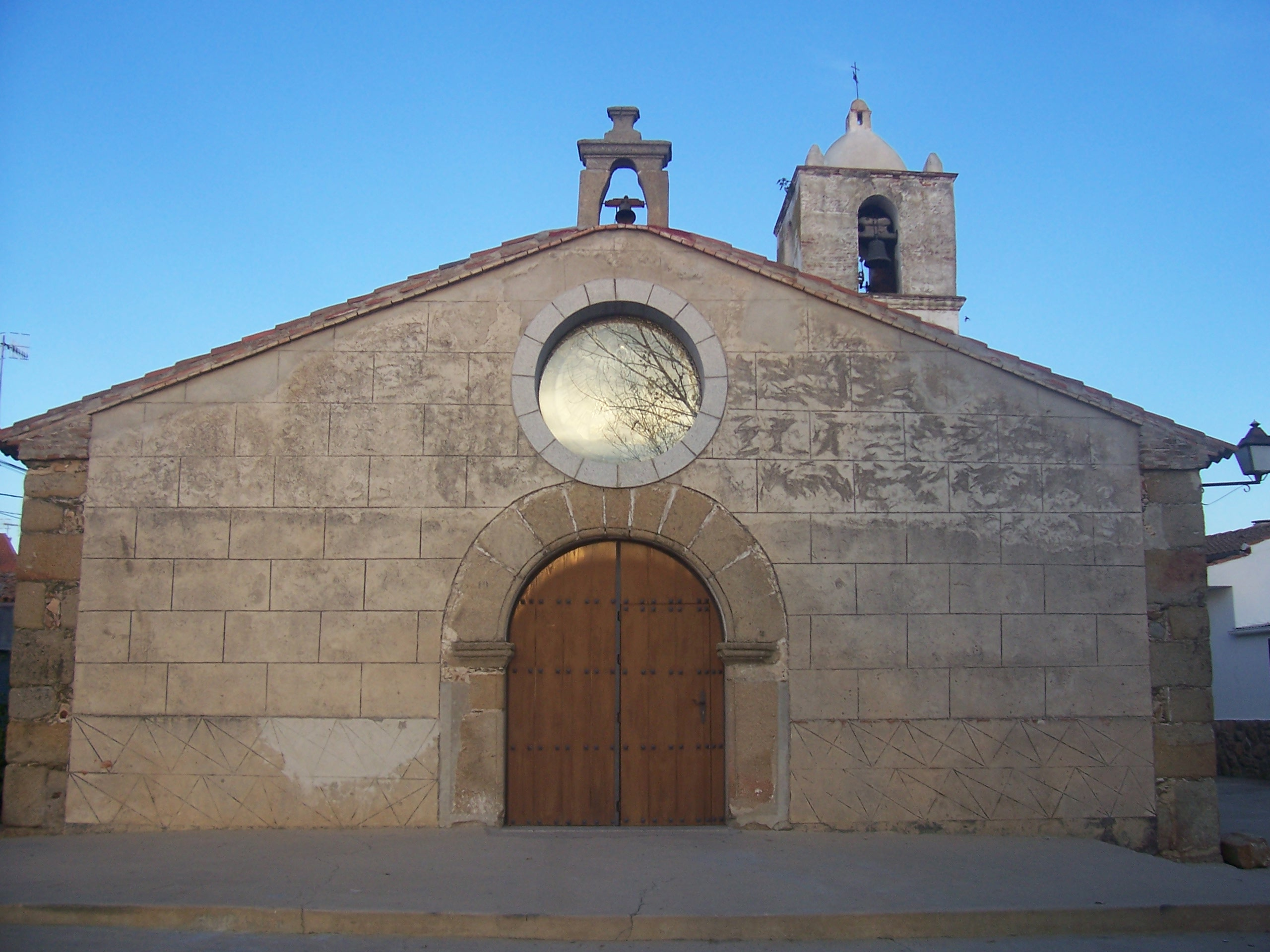
Парафіяльна церква Сан-Блас